# Ангмар
Ангмар је измишљено краљевство из Средње земље, чувеног творца триологије Господар Прстенова Џон Роналд Руел Толкина.
Вешчево краљевство Ангмар у северном делу Маглених планина уздигло се у 1300. години Трећег Доба Сунца. Његова престоница био је Карн Дум, а насељавали су га Орци и варварски Брђани етенских мочвара. Његов владар се звао Вештац-краљ од Ангмара, али то је у ствари био господар Назгула и главни слуга Саурона, мрачног господара. Вештац-краљ је владао скоро 700 година и стално ратовао против Дунедаинског краљевства севера у Арнору. Арнор је коначно разорен године 1974, а 1975. удружена војска људи Гондора и Вилењака поразила је војску Вешца-краља у Бици код Форноста, а затим наставила, док није опустошила цело краљевство Ангмар